# Општина Костешти (Васлуј)
Костешти (рум. Costeşti) општина је у Румунији у округу Васлуј.
Oпштина се налази на надморској висини од 214 m.